# Afonso II de Aragão
Afonso II de Aragão, o Casto ou o Trovador (Huesca entre 1 e 25 de Março de 1157 - Perpinhã, 25 de Abril de 1196) foi rei de Aragão (1163-1196),  conde de Barcelona, Girona, Osona, Besalú, Cerdanha (1162-1196), conde da Provença (1167-1173) e conde de Rossilhão (1172-1196).

## Primeiros anos

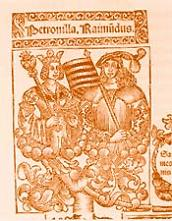
Petronila de Aragão e Raimundo Berengário IV de Barcelona

O seu nome de baptismo era Raimundo Berengário (Raimundo; do catalão Ramon Berenguer), filho mais velho de Raimundo Berengário IV, conde de Barcelona, e de Petronilha, rainha de Aragão. Contudo, reinou como Afonso em homenagem a Alfonso I, o Batalhador, seu tio-avô. O seu cognome vem do facto que, segundo os cronistas, "não se lhe conheciam filhos fora do matrimónio". Apesar disso, era conhecedor do amor cortês e escreveu poesia, trocando correspondência com importantes trovadores da época, como Giraut de Bornelh.
A 30 de Janeiro de 1159 foi acordado o casamento de Mafalda de Portugal, filha do rei Afonso I de Portugal. Mas com a morte prematura desta, a forma de estreitar os laços com o jovem país foi casar Dulce de Aragão, irmã de Afonso II de Aragão, com Sancho I de Portugal.
Com a morte e seu pai em 1162, herdou o condado de Barcelona, tomando posse em 24 de Fevereiro de 1163 como conde Afonso I. A 11 de Novembro do mesmo ano a sua mãe abdicou em seu favor do reino de Aragão. Isto fez com que ocorresse a união dinástica do reino de Aragão com o condado de Barcelona, que no século XIII constituiria a Coroa de Aragão. Os seus sucessores seriam por isso intitulados de condes-reis. Sendo menor de idade, os seus domínios foram governados por uma regência constituída por barões aragoneses e catalães até 1173, quando tomou as rédeas do governo.
Em 18 de Janeiro de 1174, Afonso casou-se com Sancha de Castela e Polónia (filha de Afonso VII de Castela), juntando as terras occitanas da Provença, Rossilhão e o Palácio de Jussà. Firmou o Tratado de Cazorla com o seu cunhado Afonso VIII de Castela em 1179, apesar de mais tarde, através do Tratado de Huesca (1191), se aliar com os monarcas de Leão, Portugal e Navarra contra a hegemonia castelhana.

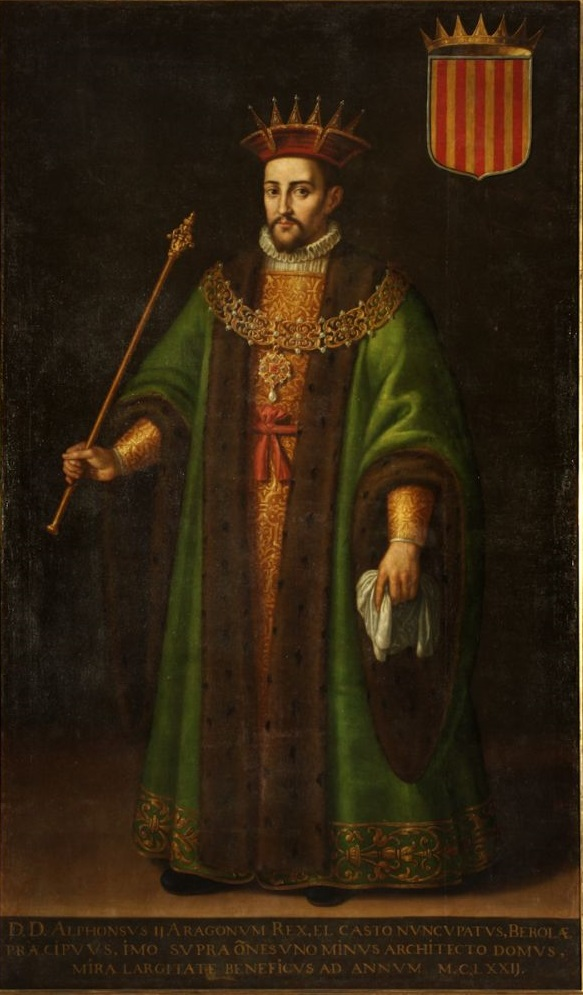
Pintura de Afonso II feita por Pedro Pertús no século XVI

## Política occitana
Em 1166, Raimundo Berengário III, conde da Provença, morreu durante o cerco à cidade rebelde de Nice, deixando como única herdeira a sua filha Dulce. Alegando a falta de descendência masculina, a regência aragonesa conseguiu que o condado fosse entregue a Afonso o Casto, primo em primeiro grau do anterior conde.
Para conservar a Provença foi necessário combater a revolta dos partidários do futuro cruzado, conde Raimundo IV de Tolosa, na região da Camarga. Em 1167, contando com o apoio dos viscondes de Montpellier, do episcopado provençal e da Casa de Baus, os regentes conseguiram garantir o seu domínio sobre a Provença.
Entre 1168 e 1173, Afonso o Casto aproveitou o conflito entre Raimundo V de Tolosa e Henrique II da Inglaterra para, graças à sua condição de aliado do segundo, conseguir a vassalagem de numerosos senhores occitanos. Apesar disto, a casa de Tolosa continuou as suas pretensões pela força, até que em 1176 assinou a Paz de Tarascon com Raimundo V de Tolosa. Este acordo estabelecia que, em troca de trinta mil marcos de prata, Raimundo renunciava às suas pretensões sobre Provença, assim como das regiões de Gabaldá e Carladès. Afonso II fortalecia a sua posição na Occitânia.
Depois de firmada a Paz de Tarascon, Afonso II pôde dedicar-se a acabar com uma nova revolta em Nice e a impôr-se na região oriental da Provença. Ao dar conta que o condado era uma região afastada de Aragão e da Catalunha, rodeada por possessões do conde de Tolosa, entregou o governo da Provença ao seu irmão Raimundo Berengário, concedendo-lhe o título de conde. Afonso não renunciava assim aos seus direitos, já que Raimundo Berengário IV da Provença regia o condado unicamente como representante do seu irmão.
Uma vez asseguradas as suas possessões na Ocitânia, Afonso II tomou a decisão de anular a vassalagem da Provença ao imperador Frederico Barba Ruiva, aceite em 1162 por Raimundo Berengário III da Provença na assembleia imperial de Turim. Deste modo, nem Afonso sem o seu irmão Raimundo estiveram presentes no acto de coroação de Frederico como rei da Borgonha em 1178. E durante o cisma da Santa Sé, Afonso o Casto apoiou de forma inequívoca o papa Alexandre III contra os antipapas promovidos pela facção imperial.

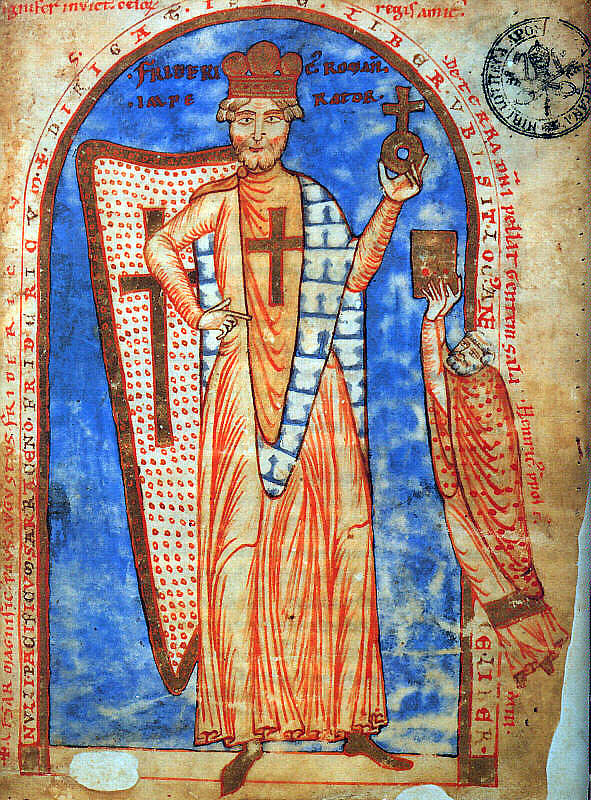
Frederico I Barbarossa como um cruzado (iluminura do século XII)

Em 1181 a posição da Casa de Barcelona na Occitânia entrou em crise: o conde de Tolosa invadiu as terras do visconde de Narbona e Raimundo Berengário IV da Provença foi assassinado perto de Montpellier. Afonso II nomeou outro irmão seu, Sancho I da Provença, como conde, mas teve de destitui-lo em 1185 por ter realizado acordos ilegais com Tolosa e Génova.
No entanto, a situação voltou a ficar favorável aos interesses de Afonso. Por um lado, em 1189, o rei Ricardo Coração de Leão, filho e sucessor de Henrique II da Inglaterra, aliou-se com o conde de Toulose; por outro lado, Raimundo V não conseguiu vencer a revolta comunal de Tolosa, que se converteu em uma república municipal governada por cônsules.
Nesta conjuntura, o Casto pôde assinar uma paz com Raimundo, nos mesmos termos da de 1176, e consolidar o seu domínio desde Nice até ao Atlântico: as possessões de Provença, Millau, Gabaldá e Roerga; vassalagens dos marqueses de Busca em Piemonte e dos viscondes de Montpellier; e o reconhecimento por parte dos condes de Rasés, Carlat, Foix, Bigorre e dos viscondes de Nîmes, Béziers, Carcassonne e Bearn de ter os seus domínios sob o feudo do rei de Aragão.

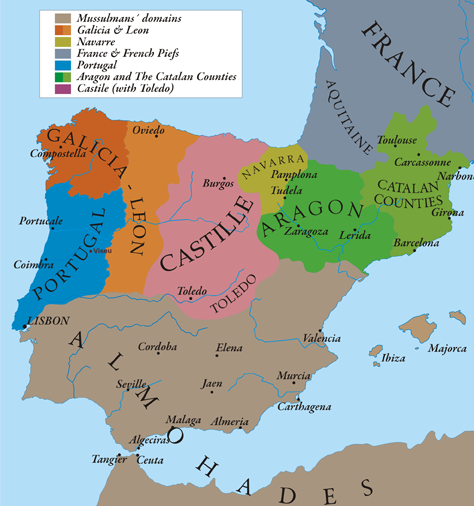
Mapa da Península Ibérica e dos domínios de Aragão em 1210

Em 1192, depois de voltar da cruzada, Ricardo Coração de Leão aliou-se com Raimundo V de Tolosa contra Afonso II. Este conseguiu fortalecer a suas posições em Languedoc, ao combinar o casamento do seu filho Afonso II da Provença com Garsensa, filha de Guilherme VI de Forcalquier, antigo aliado de Raimundo. A paz de 1195, concertada entre Afonso e Raimundo VI de Tolosa, filho e sucessor de Raimundo V, pôs fim a este conflito sem alterar a correlação de forças entre os poderes constituídos na Occitânia.

## Política peninsular
A Península Ibérica ocupou uma posição política secundária em relação à Occitania durante o reinado de Afonso II. Envolveu-se no jogo político dos reinos cristãos para conseguir a reanexação de Navarra, separada de Aragão desde a morte de Afonso I de Aragão em 1134. Por outro lado, o Casto também dirigiu ataques à Al-Andalus, com o objetivo de obter tributos ou ganhos territoriais.

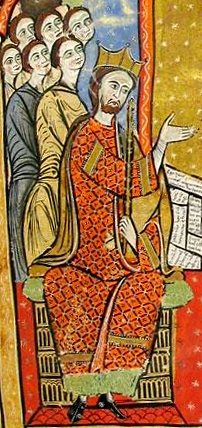
Afonso II de Aragão

Em 1162 a regência aragonesa concertou uma aliança entre Afonso II e Fernando II de Leão para repartir Navarra. Mas em 1168 foi estabelecida uma trégua com Sancho VI de Navarra, e sem o conflito navarrês iniciou-se um ataque contra Castela. Com o fracasso deste, Afonso assinou a Paz Perpétua de Sahagún em 1170 com Afonso VIII de Castela. E, pondo em prática o Tratado de Tudellén de 1156, o rei de Aragão contraiu matrimónio com Sancha, tia de Afonso VIII.
O emir moçárabe ibne Mardanis da taifa de Valência, assediado pelos Cristãos e pelos Almóadas, convertera-se em tributário de Aragão. Apesar disso, em 1169 a regência iniciou a conquista de Matarranha seguida da ocupação dos territórios a sul de Aragão em 1171 e foi fundada Teruel, base para possíveis ataques contra Valência. Na Catalunha, entre 1169 e 1170 foi preciso reprimir uma revolta sarracena na Serra de Prades.
Depois da morte de ibne Mardanis, em 1172, Afonso II assediou Valência, de onde extraiu uma aliança com o novo emir sarraceno em troca de duplicar o tributo a pagar. Juntos atacaram Xàtiva e Múrcia, de onde retiraram devido a uma incursão de Navarra nas fronteiras de Aragão.

Signum Regis (Selo Real) do rei Pedro I de Aragão, também usado por Afonso I e Afonso II de Aragão

A paz de Sahagún de 1170 e a supremacia de Castela, subordinou a atuação peninsular de Afonso II aos desígnios de Afonso VIII. Colaborou na conquista e anexação de Cuenca a Castela (1177), o que bloqueava as possibilidades expansivas de Reconquista de Aragão. Em troca, Afonso II só obteve do rei castelhano a renúncia da vassalagem aragonesa para Saragoça, imposta por Afonso VII de Castela a Raimundo Berengário IV. E na negociação da futura expansão em Al-Andalus pelo Tratado de Cazorla (1179), Afonso II cedeu a conquista de Múrcia a Castela, em troca do fim da vassalagem relativa a Valência, depois de conquistada.
Entre 1181 e 1186, Afonso II concentrou todos os seus esforços na Provença e no Mediterrâneo onde, para além de negociar sem êxito com o rei da Sicília a organização de uma expedição contra Maiorca, ajudou a Casa de Baus a adquirir na Sardenha o domínio do juizado de Arborea.
Quando reiniciou a sua participação nos assuntos peninsulares, o rei de Aragão distanciou-se de Afonso VIII de Castela, que abandonara o acordo de repartir Navarra depois de anexar La Rioja. Também mantinha pretensões territoriais nas fronteiras aragonesas e tinha realizado acordos com Frederico Barbaruiva.
Por isso, em 1190, o Casto chegou a um entendimento com Navarra, Leão e Portugal, receosos de Castela. Depois da derrota de Afonso VIII na Batalha de Alarcos (1195), a consistência do avanço mouro como perigo comum a todos os reinos cristãos peninsulares, assim como a influência do Papa Celestino II, levaram Afonso II a negociar uma ação com Castela contra os Muçulmanos que, no entanto, nunca chegou a realizar-se.

## Sucessão

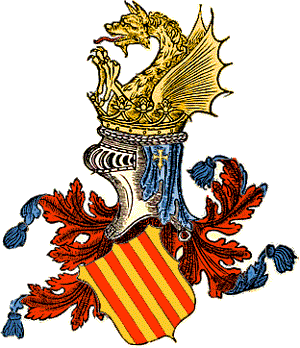
Estandarte da Coroa de Aragão

No seu testamento, Afonso II dispôs que, quando da sua morte, ocorrida em Abril de 1196, os seus reinos seriam repartidos entre os dois filhos: Pedro que reinaria em Aragão e Afonso que seria Conde da Provença, Millau e Gabaldá.
Deste modo, para além de dotar um domínio ao seu filho mais novo, o rei sancionou a necessidade da Provença dispôr de um governante próprio. Em 1185 já tinha nomeado Afonso, menor de idade, como Conde da Provença, e entregue o governo provençal a procuradores como Roger Bernat de Foix e Lope Jiménez.

## Descendência
Do casamento de Afonso II de Aragão com Sancha de Castela, filha do rei Afonso VII de Leão e Castela e de sua segunda esposa Riquilda da Polônia, nasceram:
1. Pedro II de Aragão, o Católico (Julho de 1178-1213), Conde de Barcelona e Rei de Aragão.
2. Constança de Aragão (1179-1222), casada em 1198 com Emerico da Hungria e em 1210 com Frederico II da Germânia.
3. Afonso II da Provença (Zaragoza, 1180-Palermo, Sicilia, Fevereiro de 1209), Conde da Provença, casado na localidade de Bouches-du-Rhône, Aix-en-Provence em Julho de 1193 com Gersende de Sabran Condessa de Forcalquier e filha de Rénier I de Sabran e de Garsinde de Forcalquier
4. Sancho de Aragão (c.1182-?), morreu jovem.
5. Leonor de Aragão (c.1184-1226), casada em 1202 com Raimundo VI de Tolosa.
6. Raimundo Berengário de Aragão (c.1186-?), morreu jovem.
7. Fernando de Aragão (c.1188-1248), Sacerdote e Abade em Montearagón.
8. Dulce de Aragão (c.1190-c.1240), Monja em Villanueva de Sigena.
9. Sancha de Aragão (c.1192-1241), casada em 1211 com Raimundo VII de Tolosa.

## Galeria

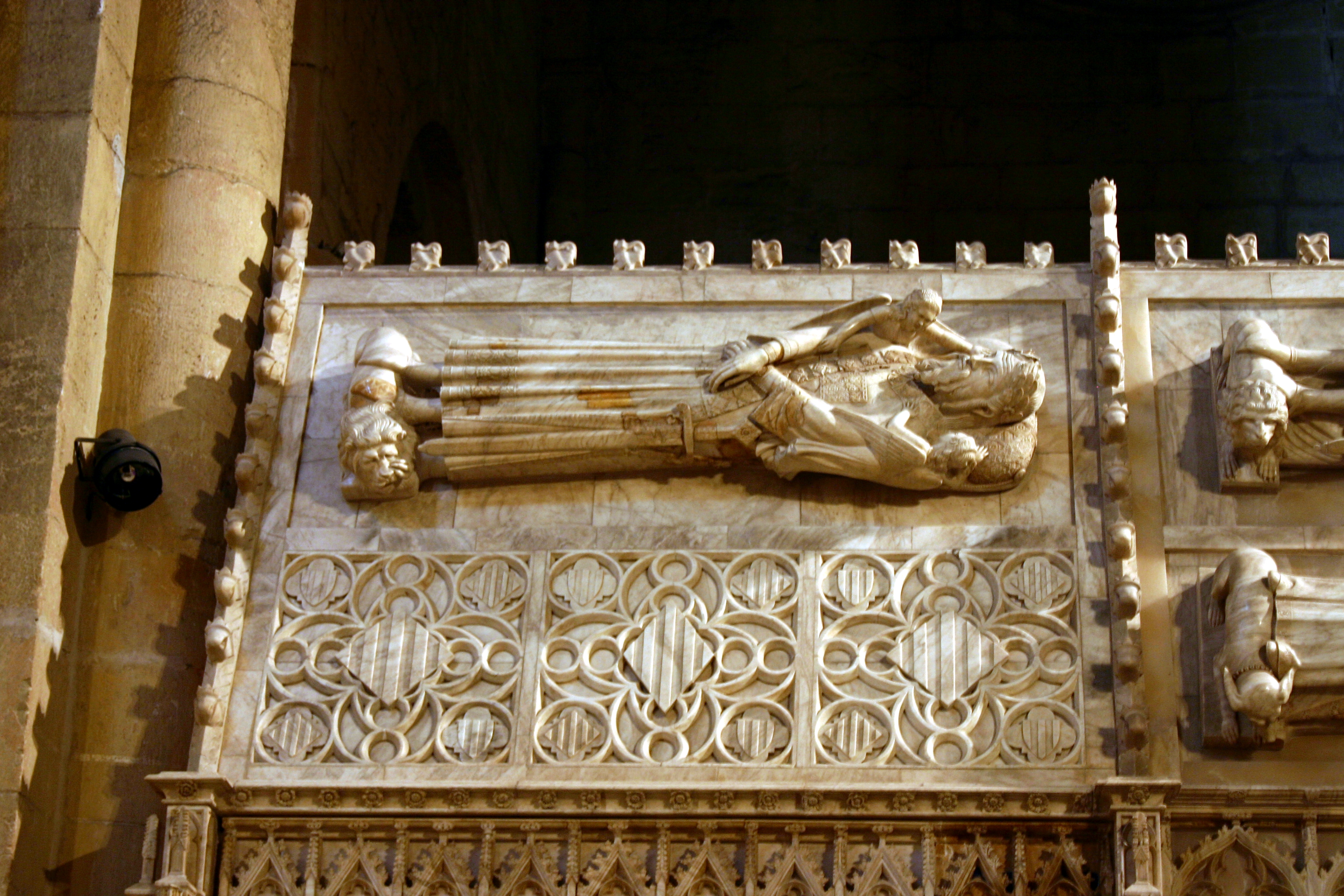
Túmulo de Afonso II no Mosteiro de Poblet, na Catalunha.